# Agadão
Agadão va ser una freguesía portuguesa del municipi d'Águeda, amb 35,34 km² de superfície i 496 habitants (2001). Densitat: 14 hab/km². En el marc de la reforma administrativa nacional de 2013, va ser fusionada amb les freguesies de Belazaima do Chão i Castanheira do Vouga per donar lloc a una nova, Belazaima do Chão, Castanheira do Vouga i Agadão.

## Història
Agadão es va crear quan la parròquia religiosa es va separar de Castanheira do Vouga, per establir una nova comunitat de fe. Durant la primera construcció de l'església principal, al voltant del 1220, les mansions de Vila Mendo de Cima i Vila Mendo de Baixo dins Agadão, van ser auditats pel rei Afonso II, com a part de les seves revisions en els drets de propietat.
Les terres de la parròquia van pertànyer posteriorment als Comtes de Feira, fins que l'últim Comte Fernando Forjaz Pereira Pimentel de Menezes i Silva va morir en l'any 1700 sense hereu, i aquestes terres van ser cedides a la Casa do Infantado (que incloïa diverses possessions senyorials confiscades als espanyols després de la Guerra de Restauració portuguesa).
L'església parroquial va ser construïda al segle xviii a la localitat de Lomba, al cim d'un turó. Però la regió també inclou moltes capelles menors escampades pels pobles i llogarets, algunes en diversos estats en decadència o degradació, com: Capella de Jesús Menino (Caselho), Capella de Són Bartolomeu (Alcafaz), Capella de Senhora da Paz (Sobreira), Capella de Santa Bàrbara (Felgueira), Capella de São Tomé (Guístola) i Capella de São João (Catraia).